# Arij Kop
Arij Kop (Vlaardingen 28 februari 1901 - Waalsdorpervlakte, 13 maart 1941) was een Nederlands verzetsman die door de Duitse bezetter werd geëxecuteerd. Kop was een van de veroordeelden uit het Geuzenproces. 
Kop was voor zijn huwelijk stuurman op de grote vaart geweest, maar werkte voor het uitbreken van de oorlog als incasseerder, verzekeringsagent en bezorger van tijdschriften. Hij sloot zich aan bij de Geuzengroep rondom Bernardus IJzerdraat, die basis had gevonden in de wandelvereniging Flardinga waar Kop secretaris van was. 

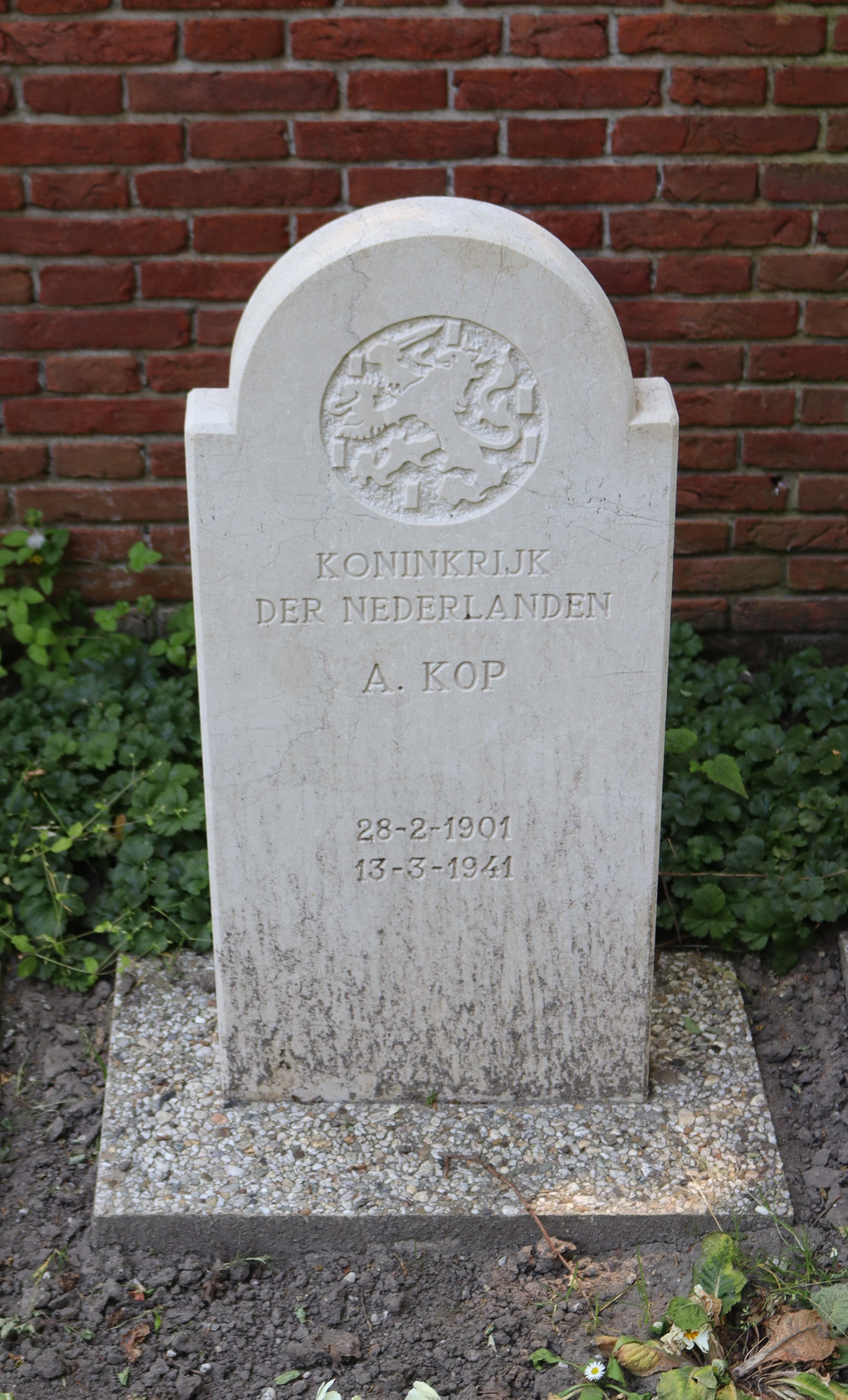
Graf van Kop op Begraafplaats Emaus

Na zijn arrestatie op 21 november 1940 tot zijn dood zat Kop vast in het Huis van Bewaring in Scheveningen, ook bekend als Oranjehotel. Bij een inval hadden de Duitsers Geuzenkranten, andere illegale papieren, wapens en munitie gevonden. Kop wist notities te maken op toiletpapier die bewaard zijn gebleven. Ondanks de mishandelingen tijdens zijn verhoren sloeg Kop niet door. Hij werd uiteindelijk veroordeeld tot drie keer de doodstraf. Arij Kop is een van de achttien in het gedicht Het lied der achttien dooden van Jan Campert. Hij werd op 13 maart gefusilleerd op de Waalsdorpervlakte.
Hij is herbegraven op de begraafplaats Emaus in Vlaardingen.
In zowel Schiedam als Vlaardingen is een straat naar hem vernoemd.